# (17746) Haigha
(17746) Haigha  es un asteroide perteneciente al cinturón de asteroides, descubierto el 30 de enero de 1998 por Tetsuo Kagawa y Takeshi Urata desde el Observatorio Gekko, en Japón.

## Designación y nombre
Haigha se designó inicialmente como 1998 BU41.
Más adelante fue nombrado en honor a Haigha, un personaje del relato A través del espejo y lo que Alicia encontró allí.

## Características orbitales
Haigha orbita a una distancia media del Sol de 2,3689 ua, pudiendo acercarse hasta 1,9902 ua y alejarse hasta 2,7475 ua. Tiene una excentricidad de 0,1598 y una inclinación orbital de 7,8598° grados. Emplea en completar una órbita alrededor del Sol 1331 días.

## Características físicas
Su magnitud absoluta es 14,0.